# Full Throttle (Six Flags Magic Mountain)
Full Throttle (englisch für Vollgas) im US-amerikanischen Freizeitpark Six Flags Magic Mountain (Valencia, Kalifornien) ist eine Stahlachterbahn vom Typ Launched Coaster des Herstellers Premier Rides, die am 22. Juni 2013 eröffnet wurde. Auf der 670,6 Meter langen und 50 m hohen Strecke werden die Züge von zwei LSM-Abschnitten auf eine Maximalgeschwindigkeit von 112,7 km/h beschleunigt und durchfahren den zum Zeitpunkt der Eröffnung mit 48,8 Metern Höhe weltweit höchsten Vertikallooping einer Achterbahn. Zudem war Full Throttle zum Zeitpunkt ihrer Eröffnung die einzige Achterbahn, bei der sich ein Top-Hat direkt auf dem Looping befindet.

## Geschichte
Ende Dezember 2012 verkündete Premier Rides, dass das Unternehmen die weltweit höchste und schnellste Achterbahn mit Vertikallooping im kalifornischen Six Flags Magic Mountain bauen werde. Kurz nachdem die sich im Weg befindliche Wildwasserbahn Log Jammer am 31. Oktober 2011 geschlossen und abgerissen wurde, wurde mit den Bauarbeiten begonnen. Am 7. März 2012 erschien ein Bericht in der Los Angeles Times, der weitere Details zu der Bahn enthielt, unter anderem den Namen. Am 4. April 2012 stellte Six Flags Antrag auf Markenschutz für den Namen „Full Throttle“ als Fahrgeschäft.
Am 28. August 2012 wurde Full Throttle offiziell angekündigt. Mitte November wurden blickdichte Bauzäune aufgestellt, um die Sicht auf die Baustelle einzuschränken. Die ersten Schienenteile wurden Mitte Dezember angeliefert. Ende Februar 2013 wurde mit dem Aufbau der Schienenkonstruktion begonnen, bevor am 12. April 2013 der Schienenschluss erfolgte. Am 22. Juni 2013 wurde Full Throttle offiziell eröffnet.

## Layout

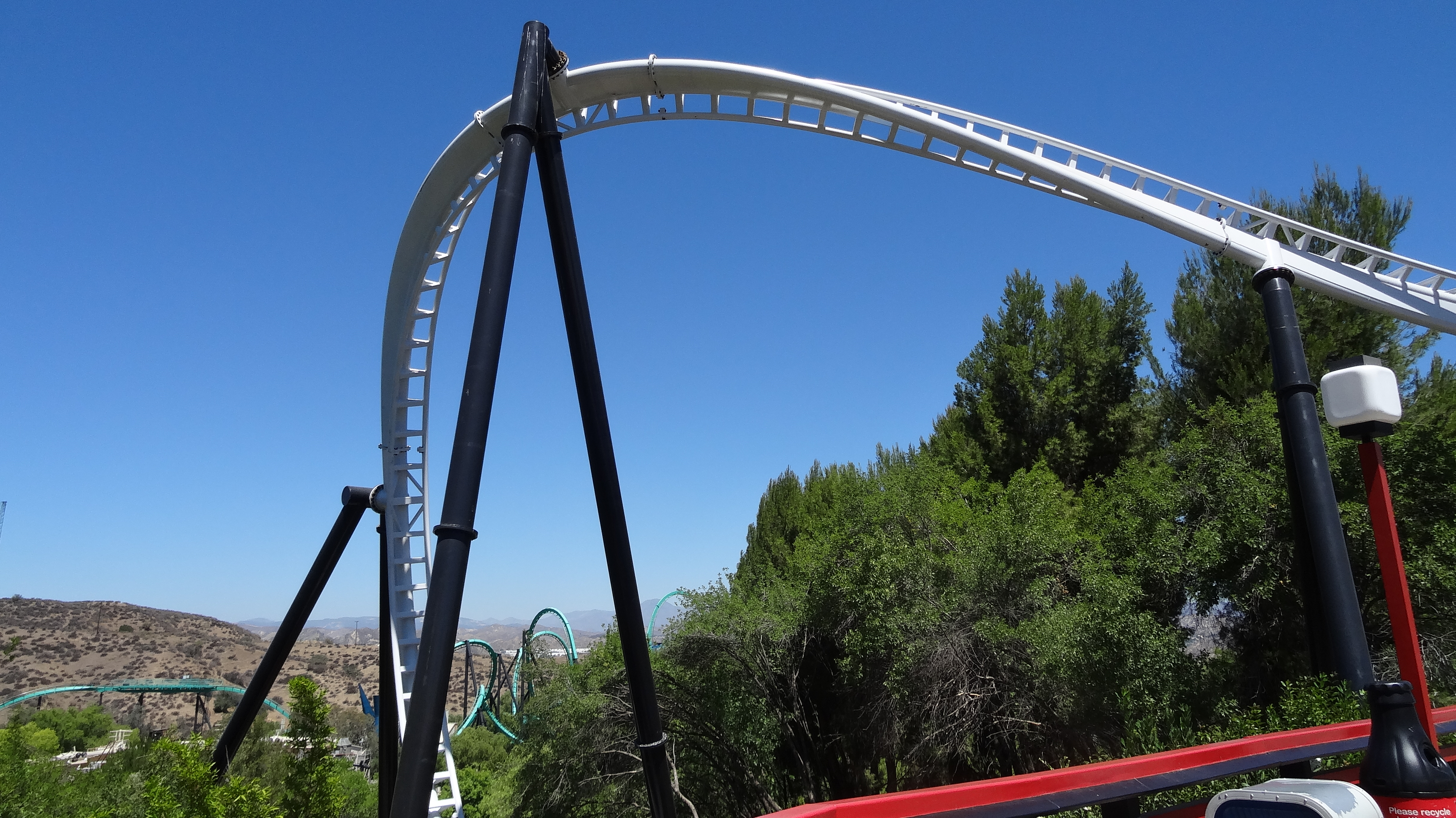
Der Dive-Loop vor dem Tunnel

Die unthematisierte Station von Full Throttle ist nach oben und zu den Seiten hin offen. Nachdem der Zug von den Parkmitarbeitern freigegeben wurde, wird er mithilfe des ersten von zwei linearen Synchronmotoren (LSM) aus der Station heraus auf 110 km/h in den 49 Meter hohen Vertikalloping beschleunigt. Der Zug durchfährt eine rechts-links-Kurvenkombination und gelangt nach einem Dive-Loop in einen Tunnel, wo er von den Statoren des zweiten LSM-Abschnitts zum Stillstand gebracht wird. Daraufhin erfährt der Zug durch die LSM-Module eine Beschleunigung entgegengesetzt seiner ursprünglichen Fahrtrichtung, sodass er wieder teilweise in den Dive-Loop hereinkatapultiert wird. Anschließend rollt der Zug aus dem Dive-Loop wieder heraus in den Tunnel und wird durch die LSM-Module weiter beschleunigt. Es schließt sich eine Linkskurve an, woraufhin der Zug den Top-Hat überfährt, der sich auf der Außenseite des Loopings befindet. Der Zug wird noch auf dem Top-Hat von Wirbelstrombremsen verzögert und fährt nach einer 180°-Linkskurve wieder in die Station ein.
Eine Fahrt dauert circa eine Minute und 30 Sekunden.

## Technik

### Schiene

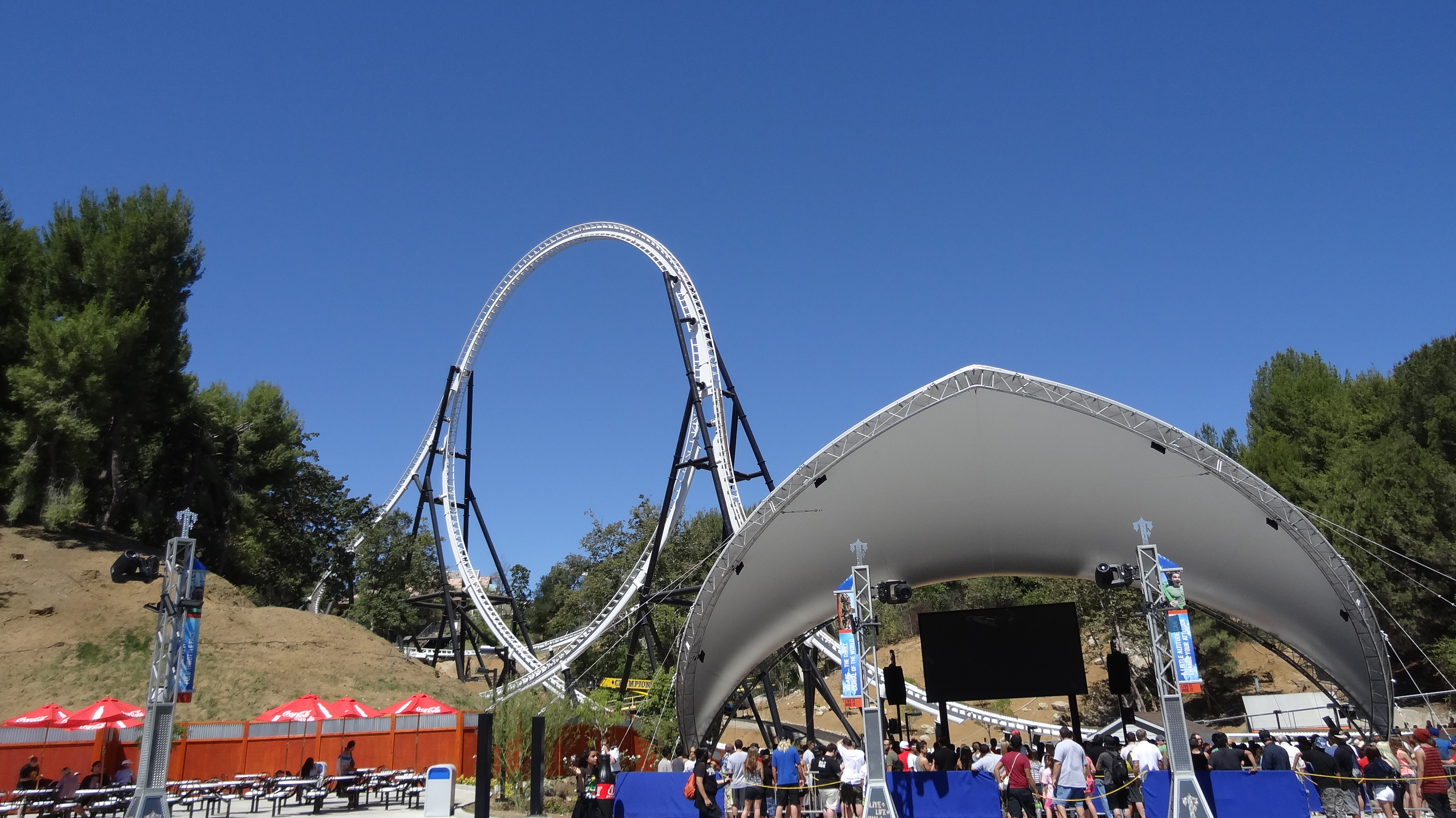
Der Eingang von Full Throttle mit dem Looping im Hintergrund

Die 671 Meter lange Dreigurtschiene von Full Throttle erreicht an ihrer höchsten Stelle, dem Top Hat auf dem Looping, eine Höhe von 49 Metern. Die Schiene ist weiß lackiert und die Stützen sind schwarz.

### Züge
Auf Full Throttle kommen zwei in weiß lackierte Züge zum Einsatz. Jeder Zug verfügt über drei Wagen mit drei Reihen für jeweils zwei Personen, sodass ein Zug 18 Fahrgäste fasst. Die theoretische Kapazität beläuft sich auf 800 Personen pro Stunde. Die Fahrgäste werden von Schoßbügeln in den Sitzen gehalten.

## Rezeption
Full Throttle wurde von Kritikern überwiegend positiv aufgenommen. Brady MacDonald von der Los Angeles Times stellte bei der Fahrt auf Full Throttle fest: „Toll“. Die Bahn starte „seidenweich und flüstere leise“. Er verglich den LSM-Abschuss mit einem Raketenstart und kritisierte das frühe Eingreifen der Bremsen am Ende des Top-Hats.
Robert Niles von der Website Theme Park Insider lobte, dass auf Full Throttle Schoß- statt Schulterbügel zum Einsatz kommen. Er kritisierte jedoch die geringe Kapazität der Bahn und riet Besuchern, sich auf eine lange Wartezeit gefasst zu machen.